# Sclerolobium
Sclerolobium é um género botânico pertencente à família Fabaceae. São plantas de porte grande.
1. ↑  «Sclerolobium — World Flora Online». www.worldfloraonline.org. Consultado em 19 de agosto de 2020